# Bauen mit nachwachsenden Rohstoffen

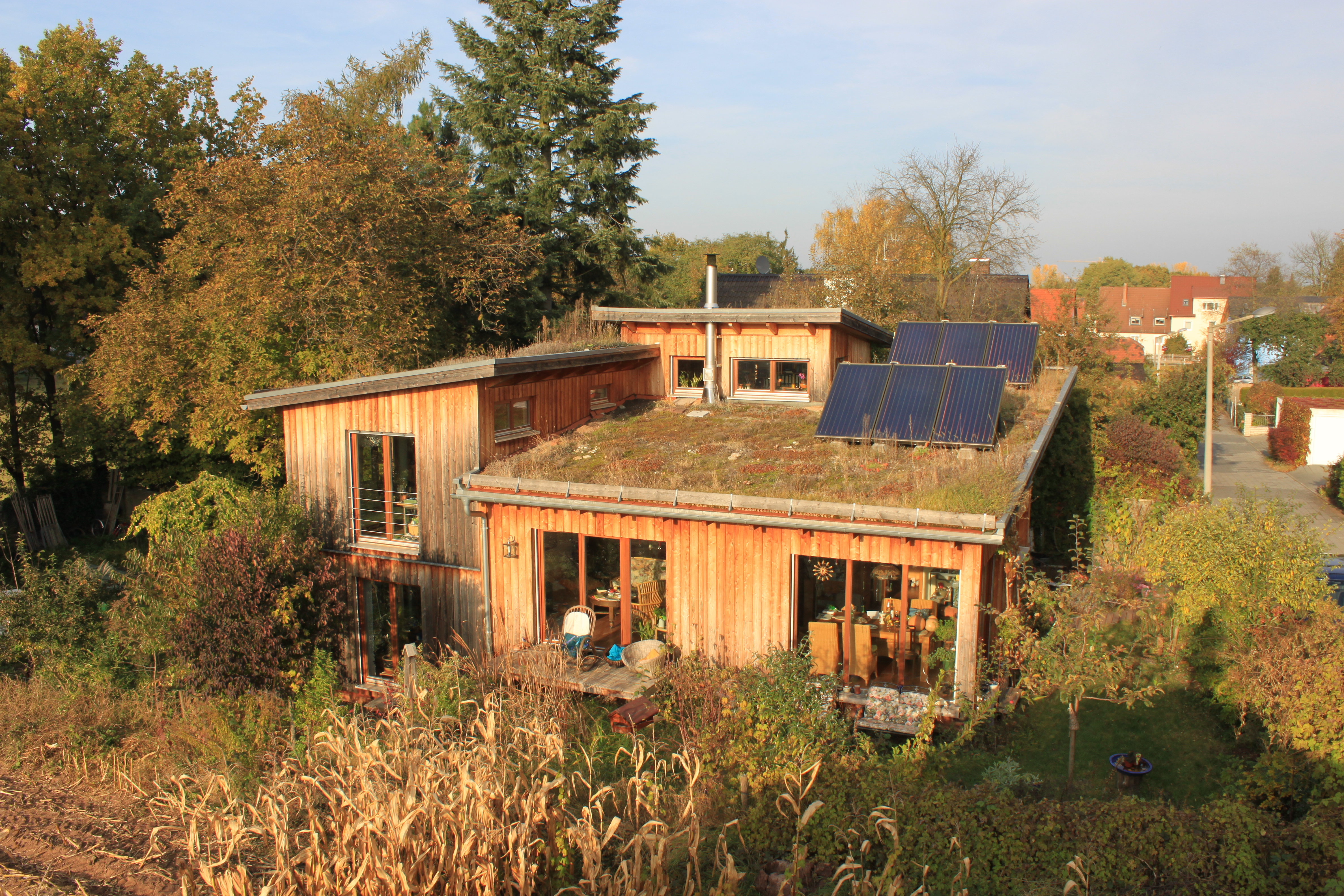
Holzhaus mit Gründach, Außenwand aus unbehandeltem Lärchenholz in Ständerbauweise. Wärmedämmung aus eingeblasenen Hobelspänen, Innenwände aus Lehmputz auf Schilfrohrplatten (Innenanstrich Kaseinfarbe), Böden aus Lärchen- und Birnbaumholz. Heizung und Warmwasser durch Grundofen und Sonnenkollektoren.

Nachwachsende Rohstoffe finden Anwendung in zahlreichen Teilbereichen des Hausbaus. Wichtigster Konstruktionswerkstoff ist hierbei Holz. Es gibt aber auch zahlreiche Anwendungen für andere Produkte, die auf Naturfasern, Ölen, Harzen oder auch Pigmenten basieren. Dazu gehören neben den Dämmstoffen, zum Beispiel Anstrichmittel, Holzschutzmittel und Fußbodenbeläge. Neben dem Nachhaltigkeitsaspekt und der Energiebilanz zeichnen sich diese Baustoffe durch ein gutes Raumklima aus und sind teilweise den mineralischen und erdölbasierten Werkstoffen überlegen.

## Historie
Bereits die ersten menschlichen Siedlungen wurden oftmals vollständig aus nachwachsenden Rohstoffen errichtet. Insbesondere Holz war schon immer eine der wichtigsten Bausubstanzen, aber auch andere Naturbaustoffe wie Lehm, Schilf, Stroh, Flachs und Hanf werden schon seit Tausenden von Jahren als Baustoff eingesetzt.
Während in Mitteleuropa die Steinbauweise das dominierende Element geworden ist, werden in anderen Teilen der Welt Häuser immer noch überwiegend aus Holz gebaut. Auch in Skandinavien werden noch traditionelle Holzhäuser errichtet.
In den letzten Jahren sind Baustoffe aus nachwachsenden Rohstoffen wieder vermehrt in den Blickpunkt der Öffentlichkeit gerückt. Gründe hierfür sind neben den ökologischen Aspekten auch neue Produktentwicklungen und Verfahrenstechniken, die neue Bauformen zulassen.

## Materialien  und Anwendungen
Eine Vielzahl von verschiedenen nachwachsenden Rohstoffen wird heute in der Baubranche eingesetzt. Neben Holz kommen auch Leinöl, verschiedene Naturfasern, Kork, ätherische Öle, Harze, und andere Faserbestandteile wie Cellulose, Hemicellulose, und auch Pigmente zum Einsatz. Typische Anwendungen für nachwachsende Rohstoffe sind tragende Konstruktionen von Gebäuden, Wärmedämmung, Akustik- und Trittschalldämmung, Fassadenverkleidung, aussteifende Wandbeplankungen, Dacheindeckung, Bauelemente, Treppen, Fußbodenbeläge, Anstriche oder auch Schalöle.

### Holzbau
Holz wird vor allem für tragende und andere Konstruktionselemente eingesetzt. Für tragende Teile wird Bauschnittholz eingesetzt, da es die notwendigen mechanischen Eigenschaften besitzt. Besonders geeignet ist Konstruktionsvollholz, ein getrocknetes Nadelschnittholz.
Brettschichtholz, bestehend aus getrockneten und gehobelten, verleimten Einzelbrettern, eignet sich auf Grund seiner hohen Dimensionsstabilität für Träger und Stützen. Durch diese Verarbeitungsmethode lassen sich auch große Längen und gebogene Formen realisieren, wodurch sich die durch das Baumwachstum gesetzten Grenzen überwinden lassen.
Plattenförmige Holzwerkstoffe eignen sich sowohl für tragende und aussteifende sowie für verschalende Elemente. Hierbei unterscheidet man zwischen Sperrhölzern,  OSB, Spanplatten und Faserplatten.
Bei der Holzbauweise handelt es sich um Trockenbau. Man unterscheidet hier verschiedene Bauformen wie Massivholzbau, Fachwerkbau, Skelettbau, Rahmenbau und Tafelbau.

### Dämmstoffe
Dämmstoffe aus Naturmaterialien sind im Bereich technischer und bauphysikalischer Anforderungen fossilen und mineralischen Produkten ebenbürtig. Viele verschiedene Naturmaterialien können als Dämmstoff verwendet werden. Dazu gehören Flachs, Hanf, Hobelspäne, Holzfasern, Kork, Roggen, Schilfrohr, Strohballen oder Wiesengras.
Aufgrund der gegenüber Mineralwolle höheren Wärmespeicherkapazität eignen sich Dämmstoffe aus Holz- und Zellulosefasern für Dachräume und verhindern damit eine schnelle Aufheizung bei sommerlicher Hitze. Eine besondere Eigenschaft der Naturdämmstoffe ist auch die Fähigkeit, Feuchtigkeit aufzunehmen und wieder abzugeben. Im Gegensatz zu Mineralfaserprodukten können sie 20 Prozent des eigenen Gewichts an Feuchtigkeit aufnehmen, ohne ihre Dämmeigenschaften einzubüßen.
Naturdämmstoffe eignen sich zum Einsatz in Neubauten, zur Sanierung von Altbauten und in der Denkmalpflege.

### Bodenbeläge
Verschiedene Bodenbeläge können aus nachwachsenden Rohstoffen hergestellt werden. Hierzu gehören:
- Holzböden werden aus verschiedenen Holzarten wie zum Beispiel Fichte, Kiefer, Eiche, Buche oder auch Kirsche und Olive hergestellt. Typische Formen sind verschiedenen Parkettarten wie Schiffs-, Stab- oder Mosaikparkett und Massivholzdielen.
- Linoleum wird aus Leinöl, verschiedenen Harzen und Füllstoffen wie Holz- und Korkmehl hergestellt. Es ist sehr langlebig, robust, lädt sich nicht statisch auf und ist biologisch abbaubar.
- Kork wird aus der Rinde der Korkeiche gewonnen und lässt sich in Plattenform als Fußbodenbelag und Wandbelag verarbeiten. In Deutschland hat Kork als Bodenbelag erst seit etwa 10–15 Jahren wirtschaftliche Bedeutung. Er zeichnet sich durch sehr gute trittschall- und wärmedämmende Eigenschaften sowie durch Staubfreiheit aus.
- Teppichböden lassen sich aus einer Vielzahl verschiedener Naturfasern herstellen. Die am häufigsten eingesetzten Materialien sind Baumwolle, Jute, Kokos und Sisalfaser. Sie machen zusammen mit Teppichböden aus Tierhaaren etwa 10 Prozent aller textiler Bodenbeläge in Deutschland aus.

### Anstrichmittel
Anstiche, Lasuren, Lacke, Öle und Wachse dienen der Oberflächengestaltung und dem Materialschutz vor Korrosion, UV-Strahlung, Verschmutzung oder Austrocknung.
Naturfarben werden als Dispersionsfarben für Putze, Tapeten und Plattenwerkstoffe und auch als Fassadenfarbe eingesetzt. In der Deckkraft unterscheiden sich diese Farben kaum von konventionellen Anstrichen.
Es gibt verschiedene Wandfarben wie Naturharzdispersion, Leimfarbe und Kaseinfarben. Zudem stehen verschiedene, auf natürlichen Pigmenten (wie zum Beispiel Erdfarben) beruhende Farbtöne zur Verfügung. Diese werden oft harmonischer und angenehmer als synthetische Farbtöne empfunden.
Lasuren sind dünne Anstrichfilme, die der Farbgebung und dem Schutz von Holz oder auf Wänden dienen. Lasuren, die auf Naturharzöl basieren sind konventionellen Kunstharzlasuren oftmals in Bezug auf Holzeindringung, Untergrundhaftung und Abwitterung überlegen.
Naturharzöl-Klarlacke, Decklacke und Ölfarben eignen sich zur Lackierung von Möbeln, Bauelemente und Wandverkleidungen. Im Außenbereich kommen sie vor allem bei Verkleidungen und Gartenmöbeln zum Einsatz. Lacke auf Naturharzbasis besitzen eine hervorragende Kriechfähigkeit und Untergrundhaftung und sind damit konventionellen Lackfarben deutlich überlegen.
Mit diversen Ölen und Mischungen daraus, wie Leinöl, Tungöl, Balsamterpentinöl, können Oberflächen behandelt und imprägniert werden.
Als Wachs kann Bienenwachs und pflanzliches Carnaubawachs verwendet werden.

## Vorteile der Baustoffe aus nachwachsenden Rohstoffen
Baustoffe aus nachwachsenden Rohstoffen besitzen eine Vielzahl positiver Eigenschaften, die für steigende Einsatzmengen dieser Materialien verantwortlich sind.
Sie stehen quasi unbegrenzt zur Verfügung und schonen so die endlichen Vorräte fossiler Rohstoffe. Ihre Herstellung benötigt nur wenig Energie, damit reduzieren sie den klimaschädlichen CO2-Ausstoß in die Atmosphäre. Sie speichern das beim Wachstum aufgenommene CO2 und geben selbst bei der Verbrennung oder Kompostierung nicht mehr CO2 wieder ab, als beim Pflanzenwachstum aufgenommen wurde. Gewinnung und Transport der Rohstoffe, Herstellung und Einbau der Bauprodukte sind mit geringsten Umwelt- und Gesundheitsrisiken verbunden.
Sie geben keine bedenklichen Stoffe an die Raumluft ab, sondern können sie teilweise sogar binden und sorgen für ein angenehmes Raumklima.
Durch die Trockenbauweise und die Fähigkeit vieler Naturbaustoffe Feuchtigkeit aufzunehmen, verringert sich das Risiko für Feuchteschäden und Schimmelbefall.